# Strandietta
Strandietta è un genere di coleotteri della famiglia Buprestidae.

## Tassonomia
- Strandietta austroafricana Bellamy, 2008[1]
- Strandietta jakobsoni Obenberger, 1931
- Strandietta maynei (Kerremans, 1914)
- Strandietta nodosa (Kerremans, 1914)
- Strandietta schoutedeni Obenberger, 1931